# Долгоруков, Михаил Петрович
Князь Михаил Петрович Долгоруков (18 [29] ноября 1780 — 15 [27] октября 1808, Ийсалми) — генерал-майор, генерал-адъютант из рода Долгоруковых, младший брат князей Владимира и Петра. Один из самых близких товарищей Александра I. Погиб в бою при Иденсальми.

## Биография
Младший сын генерала от инфантерии князя Петра Петровича Долгорукова (1744—1815) от брака с Анастасией Симоновной Лаптевой (1755—1827). Получил вместе с братьями хорошее домашнее образование. В 1795 году был зачислен в Павлоградский легкоконный полк. В возрасте шестнадцати лет принимал участие в зубовском походе на Кавказ.
12 февраля 1797 года был переведен в Архарова гарнизонный полк в Москву с переименованием в капитаны. Через два, года, 25 января 1799 года, князь Михаил был зачислен в Кавалергардский корпус, а из него был переведен 11 января 1800 года в лейб-гвардии Преображенский полк. За это время князь был произведен последовательно в майоры (15 июня 1798 года) и подполковники (7 октября 1799 года). 
23 мая 1800 года получил чин полковника свиты Его Императорского Величества. В том же году девятнадцатилетний князь был отправлен в Париж в свите генерала от инфантерии Спренгтпортена. Восхищенный городом, он писал своей сестре графине Елене Толстой:
Что за город! — Он украшен всем, на что ездили смотреть в Италию и во все места, куда войска могли проникнуть. Можешь себе представить, что за собрание образцовых произведений во всех родах…
Красота князя Михаила, его острый, пытливый ум, любезность в обхождении помогли ему завоевать внимание первых женщин Франции. В Долгорукова была влюблена и княгиня Авдотья Ивановна Голицына. Для него она просила развода у мужа, князя Голицына, но он его не давал. Они прожили вместе несколько лет.
По сообщению его родственника, В. П. Толстого, князь Долгоруков был влюблен в великую княжну Екатерину Павловну и она отвечала ему взаимностью. Император Александр соглашался на этот брак и писал о том к матери Долгорукова.
В 1801 году Долгоруков вернулся в Петербург. После убийства Павла I он был назначен адъютантом к новому императору Александру I, а затем отпущен путешествовать за границу для окончания образования. Он посетил Германию, Англию, Францию, Италию, Испанию, Ионические острова, Морею и Константинополь.

## Военные подвиги
В 1805 году он через Одессу возвратился в Россию как раз перед началом моравской кампании. Участвовал в Аустерлицком стражении в 1805 году и был ранен в грудь навылет, за что награждён золотой шпагой с надписью «За храбрость», а 12 января 1806 года пожалован орденом Св. Георгия 4-й ст.
В воздаяние отличного мужества и храбрости, оказанных в сражении против французских войск, где 8-го ноября во все время находился впереди с кавалерией и с особенным мужеством во всех опасных случаях был, поражая и прогоняя неоднократно неприятеля, а 16 числа с эскадроном Мариупольского гусарского полка атаковал неприятеля с такою пылкостию и неустрашимостию, что обратил его в бегство и поражал с большим для него уроном.
В качестве командира  Курляндского драгунского полка участвовал почти во всех боях с французами в 1806 и 1807 годов.

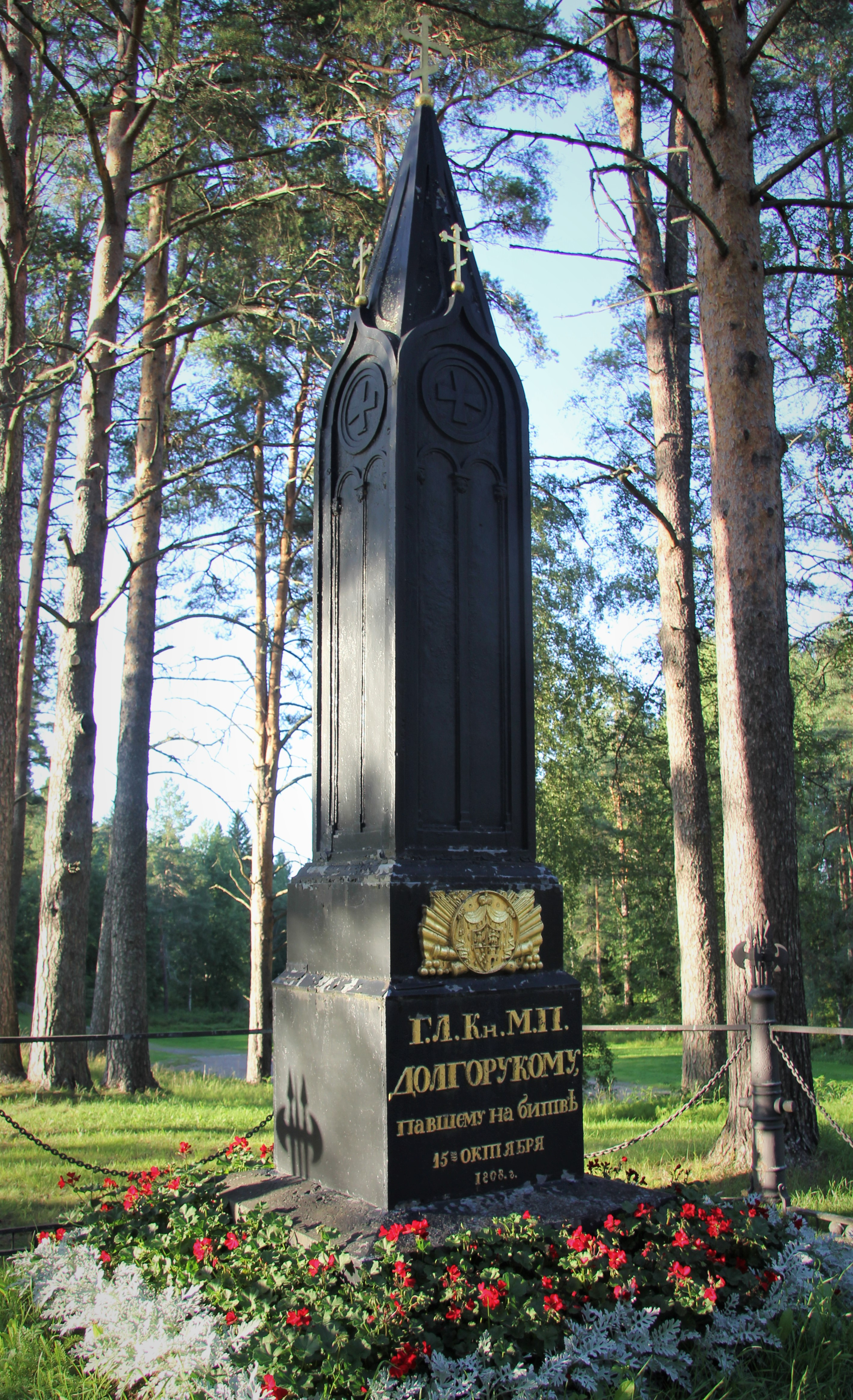
Место гибели

14 декабря 1806 года отличился в сражении под Пултуском и получил орден Св. Владимира 3-й ст. 8 июня 1807 года был пожалован орденом Св. Георгия 3-й ст.
В воздаяние отличнаго мужества и храбрости, оказанных в сражении против французских войск 27-го января при Прейсиш-Эйлау.
9 апреля 1807 года князь Долгоруков был произведен в генералы, прямо с назначением генерал-адъютантом к Его Величеству и одновременно с этим назначен шефом Курляндского драгунского полка. За Гейльсберг награждён орденом Св. Анны 1-й ст. Король прусский Фридрих Вильгельм III пожаловал князю орден Красного орла.
Во время военных действий против шведов он был назначен в действующие в Финляндии войска начальником Сердобольского отряда в корпусе Н. А. Тучкова. В сражении при Иденсальми, заметив отступление своих войск, он бросился вперед, и хотел восстановить порядок, но был убит ядром. Его сослуживец И. П. Липранди писал:
Князь был в сюртуке нараспашку… На шее георгиевский крест, сабля под сюртуком… Был прекрасный осенний день. Шли под гору довольно шибко, князь — по самой оконечности левой стороны дороги. Ядра были довольно часты. Вдруг мы услыхали удар ядра и в то же время падение князя в яму… Граф Толстой и я мгновенно бросились за ним…. Он лежал на спине. Прекрасное лицо его не изменилось. Трехфунтовое ядро ударило в локоть правой руки и пронизало его стан. Он был бездыханен…
Похоронен в Александро-Невской лавре, рядом с братом Петром, умершим в декабре 1806 года. Александр I и высшее общество искреннее оплакивали безвременную гибель молодого красавца, на время траура был отменён театр. «Если бы он был жив, то стал бы героем России», — писал брату А. Я. Булгаков.